# Blanca Errázuriz
Blanca Elena Errázuriz Vergara, também conhecida por Bianca De Saulles (Viña del Mar, 9 de abril de 1894 – Viña del Mar, 20 de março de 1940) foi uma herdeira chilena, famosa por ter matado seu ex-marido, John De Saulles.

## Vida
Blanca Errázuriz era filha de Blanca Vergara Alvarez e Guillermo Errázuriz Urmeneta, que faleceu quando ela ainda era pequena.
Em 1911 ela conheceu John De Saulles, que havia viajado ao Chile como representante numa negociação de linhas de trem.
Após algumas dificuldades iniciais com sua família (na maior parte devido à diferença na idade e de religião entre eles),  se casaram em 14 de dezembro de 1911 na igreja inglesa em Paris, na França. Aí então mudaram-se para Nova Iorque.

## Divórcio
Em 1915, Blanca, que já era casada e infeliz ao lado de De Saulles, com quem teve um filho, John L. de Saulles. Ela e Rodolfo Valentino se tornaram bons amigos em Nova Iorque, onde ele estava trabalhando como dançarino e havia chamado a atenção pela sua maneira de dançar o tango argentino, que era a mania naquele tempo. Valentino apreciou essa sua inserção na alta sociedade.
Não se sabe se Valentino e Blanca tiveram realmente um relacionamento romântico, mas Valentino estava tão envolvido com ela que, quando ela o procurou na época do divórcio de seu marido, Valentino concordou em fornecer a prova na corte de que Joan Sawyer, sua sócia de dança, tinha um relacionamento adúltero com De Saulles; e tomou as dores de Blanca sobre as "infidelidades" conhecidas de John.
De Saulles não gostava de Valentino e, após o divórcio ser concedido, em dezembro 1916, usou suas conexões políticas para levar Valentino à prisão, juntamente Mrs. Thyme, uma conhecida cafetina (o motivo da prisão é desconhecido). Após alguns dias na cadeia, a fiança de Valentino baixou de $ 10 000 para $ 1 500. O escândalo, no entanto, saiu na mídia, e prejudicou sua imagem. Ele ficou sem emprego e sem amigos, mas Blanca ficou-lhe agradecida pelo testemunho pela vida inteira.

## Assassinato

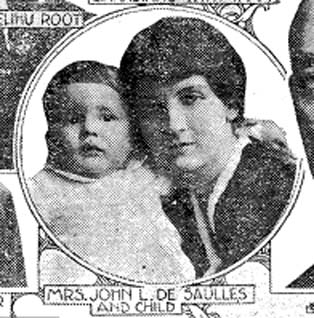
Blanca e o filho

Um pouco depois do divórcio, em 3 de agosto de 1917, Blanca resolveu descansar em Roslyn, na colônia de Meadowbrook, perto Westbury, casa do seu ex-marido. Tinha reivindicações legais com o ex-marido sobre a custódia de seu filho, desde que  lhe havia sido dada a custódia compartilhada com De Saulles, e o mesmo tendo se recusado a reconhecer a decisão da corte. Chegando ao local após as 8 horas da noite, encontrou De Saulles sentado na varanda da casa, esperando-a. Começaram discutir, e ela, irritada pelas exigências dele em ceder-lhe imediatamente a criança, acabou disparando cinco tiros nele. De Saulles foi levado apressadamente à Nova Iorque, mas faleceu às 22h20 da noite. Entretanto, Blanca esperou em casa pela chegada da polícia, a quem se entregou. Foi levada como assassina e encarcerada na cadeia do condado de Nassau, em Mineola.
O caso foi noticiado por meses, mesmo durante a Primeira Guerra Mundial. Blanca foi defendida por Henry Uterhart, criminalista notável, e a testemunha principal de defesa era Suzanne Monteau, a empregada doméstica francesa de Blanca, que a tinha acompanhado à noite e que deu a mesma versão dos eventos à justiça. Blanca Errazuriz era considerada uma grande militante sufragista, e foi retratada como vítima do nacionalismo predominante na sociedade do seu tempo.
Após o crime, o nome de seu grande amigo Valentino foi à lama novamente, embora ele não tivesse nada a ver com o caso.
Valentino mudou seu nome, que era Rodolfo Guglielmi,  até chegar a Rodolfo Valentino, para evitar em parte a associação com o novo escândalo de Blanca, e também porque os estado-unidenses tinham problemas ao pronunciar Guglielmi. Valentino mudou-se para Hollywood, onde começou sua carreira bem sucedida como ator de cinema. Anos mais tarde, tentou contatar Blanca outra vez, mas ela não respondeu a suas chamadas nem concordou em vê-lo.
Blanca Errázuriz foi absolvida unanimemente do assassinato de seu ex-marido, e em 1 de dezembro de 1917 foi dado o veredito.